# Freiburger Schule (Politikwissenschaft)
Die sogenannte Freiburger Schule der Politikwissenschaft war eine von mehreren Schulen in der bundesdeutschen Politikwissenschaft. Sie ist eng verbunden mit Arnold Bergstraesser. Ein anderer wichtiger Vertreter dieser Schule ist Hans Maier. Indirekt wird dieser Richtung auch Wilhelm Hennis zugerechnet. Es handelt sich bei ihr um eine normativ-ontologisch orientierte Schule der Politikwissenschaft, im Gegensatz etwa zur Marburger Schule, die explizit marxistisch orientiert war, oder der analytisch-empirischen Kölner Schule der Politikwissenschaft. Vor allem in den 1960er Jahren war die Freiburger Schule sehr einflussreich. Wilhelm Bleek spricht im Bezug auf die Freiburger Schule von dem „erfolgreichste[n] Beispiel einer politikwissenschaftlichen Schule“.
Die Freiburger Schule zeichnet sich u. a. damit aus, dass sie den Versuch unternahm, die erst in der Bundesrepublik institutionalisierte und universitär verankerte Politikwissenschaft eng an die Lehre der Politik von Aristoteles anzuknüpfen. In der Entfaltung des Faches übernahm die Freiburger Schule eine federführende Rolle vor allem in den Fragen der „ideengeschichtlichen Fundierung des Fachs“. Mit einer von Dieter Oberndörfer 1962 zur Ehrung von Bergstraesser herausgegebenen Festschrift wurde die normativ-ontologische Ausrichtung explizit herausgearbeitet.
Wichtige Referenzpunkte für die Freiburger Schule bilden neben Aristoteles auch Augustinus und Thomas von Aquin. Kritik hingegen wurde vor allem an den Lehren von Niccolò Machiavelli und dem von aus ihm aufbauenden Denken über Staat und Macht in der Neuzeit geübt. Auch der Begriff der Politik von Max Weber wurde einer Kritik unterzogen.
Bergstraesser, als „Vater“ der Freiburger Schule, verfolgt ein eigenständiges „wissenschaftliche[s] wie politische[s] Forschungsprogramm“ in Freiburg. Er verstand die Politikwissenschaft als eine „synoptische Wissenschaft“ Sein Fokus lag auf der Frage nach dem Gemeinwohl. Bergstraesser wollte die Beschäftigung mit dem Verständnis der Politik und des Politischen auf „eine eigenständige Ebene heben“. Für Bergstraesser ist die Politikwissenschaft eine eindeutig normative wissenschaftliche Disziplin. Referenzpunkt für die Analyse und vor allem Bewertung tatsächlicher politischer Wirklichkeit ist in seinem Verständnis die Orientierung an einer ebenso guten wie gerechten Ordnung. Die kommt auch darin zum Ausdruck, dass Bergstraesser die Politikwissenschaft als eine „praktische[…] Wissenschaft“ konzipierte. Infolgedessen wurde das Fach der Politikwissenschaft auch als „Wissenschaftliche[…] Politik“ bezeichnet. Vornehmlich ging es Bergstraesser und der Freiburger Schule um die Verknüpfung der Politik als Wissenschaft und der Politik als Praxis.
Die Freiburger Schule sah es – im Rahmen ihres Verständnisses der Politikwissenschaft – als ihre Aufgabe an, die bundesrepublikanisches Gesellschaftsordnung mit ihrer Orientierung an Freiheit und Demokratie wissenschaftlich zu untersuchen und auch nach innen wie außen zu unterstützen und zu stärken.
Kurt Sontheimer wurde Bergstraessers erster Assistent an der Universität in Freiburg. Die beiden hatten sich 1952 in den Vereinigten Staaten von Amerika kennengelernt, als Sontheimer als Austauschstudent und Bergstraesser als Dozent an der University of Chicago aufeinander trafen. Hans Maier wurde der Nachfolger von Sontheimer als Assistent von Bergstraesser. Maier legte 1957 seine Promotion bei diesem ab. Alexander Schwan promovierte 1959 bei Bergstraesser und wurde 1965 ebenfalls in Freiburg habilitiert. Dieter Oberndorfer war ein weiterer Schüler von Bergstraesser und wurde im Jahr 1963 neben diesem als zweiter Professor der Politikwissenschaft in Freiburg tätig. Andere Schüler sind Gottfried-Karl Kindermann und Hans-Peter Schwarz.
Mit Hans Maier, der 1962 an das Münchner Geschwister-Scholl-Institut berufen wurde, sowie Alexander Schwan und Kurt Sontheimer, die beide in Berlin tätig waren, erlangte die Freiburger Schule über Freiburg hinaus größeren Einfluss auf die bundesdeutsche Politikwissenschaft.